# Bethmännchen

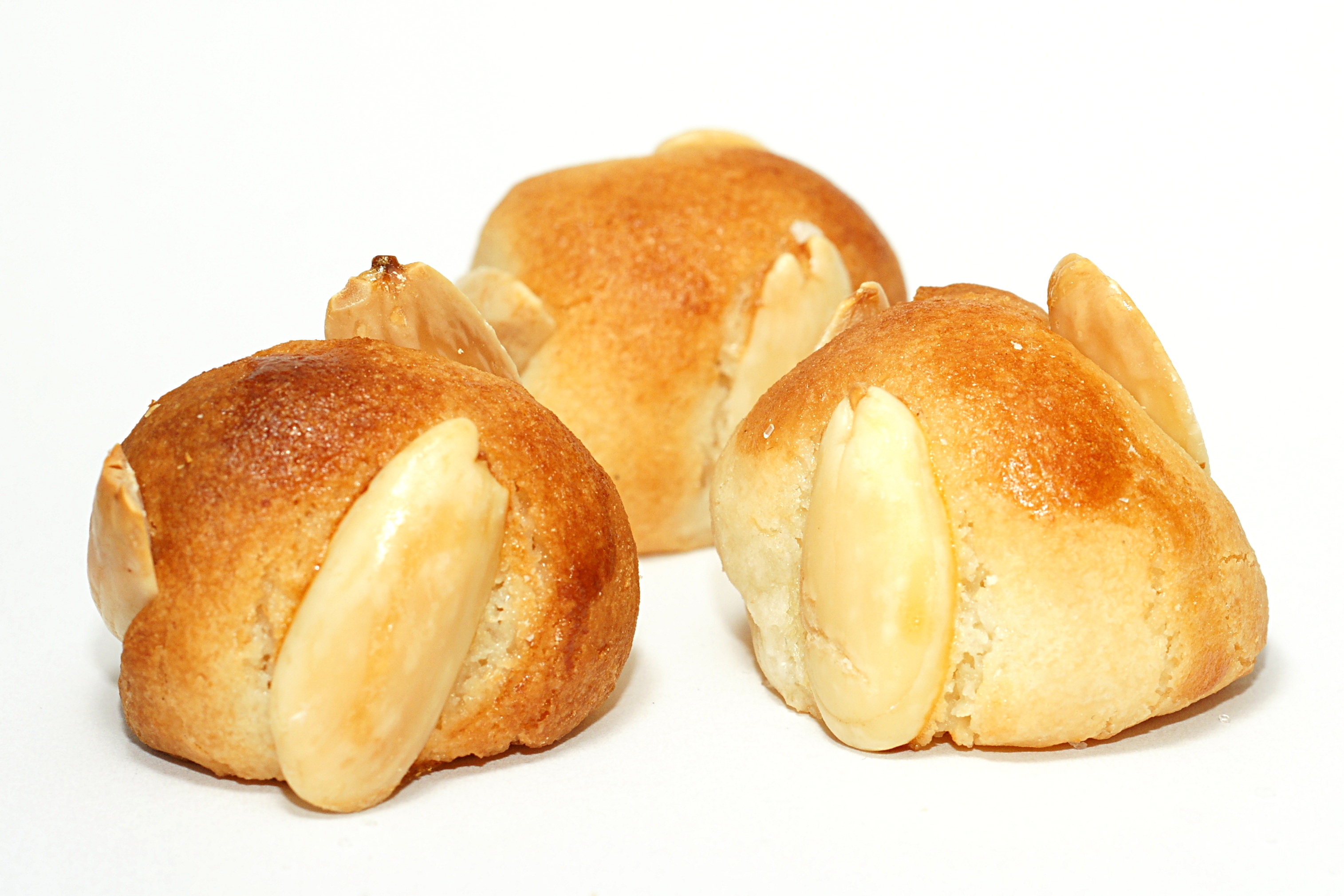
Bethmännchen de Francfort.

Les Bethmännchen (« petits Bethmann ») sont une spécialité pâtissière originaire de Francfort. Une pâte proche du massepain, composée de poudre d'amande, de sucre glace et d'eau de rose est divisée en petites boules surmontées de trois moitiés d’amandes, badigeonnées de jaune d'œuf et cuites au four.
Les Bethmännchen tirent leur nom de la famille francfortoise Bethmann et sont aujourd’hui principalement préparés (et consommés) à Noël. La recette est une adaptation des Brenten de Francfort, connus depuis le Moyen Âge, à ne pas confondre avec le Printen d’Aix-la-Chapelle (une spécialité de pain d'épice).
Selon la légende, les Bethmännchen ont été inventés en 1838 par le chef pâtissier parisien Jean Jacques Gautenier, chef cuisinier du banquier et conseiller Simon Moritz von Bethmann au début du XIXe siècle. À l'origine, les Bethmännchen auraient été surmontés de quatre moitiés d'amandes, une pour chacun des quatre fils Bethmann (Moritz, Karl, Alexander et Heinrich). Après la mort de Heinrich en 1845, un morceau d’amande aurait été retiré. Cette légende est controversée, notamment compte tenu du fait que Simon Moritz Bethmann était déjà mort en 1826. Il est donc probable que les Bethmännchen aient été inventés avant cette date.
Goethe et Eduard Mörike sont parfois mentionnés comme étant férus de Bethmännchen, mais il s’agit très probablement d’une confusion avec les Brenten, à propos desquels Eduard Mörike a écrit un poème.